# Estadio Elías Aguirre
Das Estadio Elías Aguirre ist ein Fußballstadion mit Leichtathletikanlage in der peruanischen Stadt Chiclayo, Region Lambayeque. Es bietet Platz für 24.500 Zuschauer und ist die Heimspielstätte des Fußballvereins Club Juan Aurich de Chiclayo.

## Geschichte

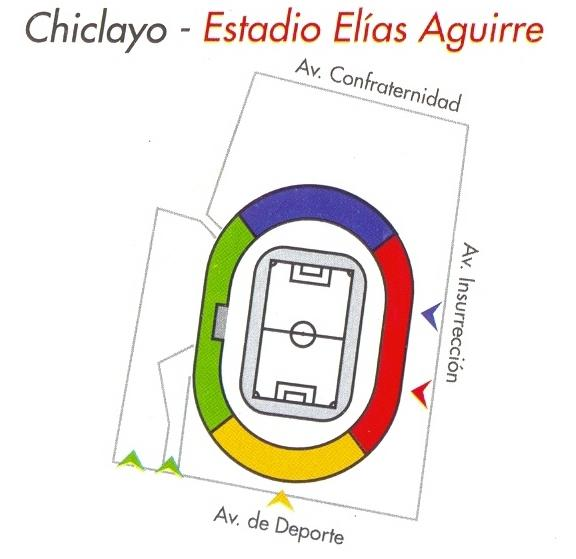
Aufbau des Stadions

Das Estadio Elías Aguirre in Chiclayo, einer Stadt mit etwa 630.000 Einwohnern im Norden Perus, wurde im Jahre 1970 erbaut und noch im gleichen Jahr eröffnet. Seitdem trägt der örtliche Verein Juan Aurich seine Heimspiele im Stadion aus. Der Verein konnte bisher noch nie die peruanische Fußballmeisterschaft gewinnen, die beste Platzierung in der Primera División war ein zweiter Platz in der Spielzeit 1968. Aktuell spielt Juan Aurich in der ersten peruanischen Liga in den oberen Tabellenregionen. In den letzten Jahren nahm der Verein auch mehrfach an kontinentalen Wettbewerben teil, sodass im Estadio Elías Aguirre unter anderem Estudiantes de La Plata aus Argentinien und Club Bolívar aus Bolivien im Rahmen der Copa Libertadores 2010 gastierten. 
Das Estadio Elías Aguirre war einer der Spielorte der Copa América im Jahre 2004, deren Ausrichtung sich Peru sichern konnte. Andere Stadien bei dem Turnier, das von Brasilien gewonnen wurde, waren zum Beispiel das Nationalstadion in Lima, das Estadio Monumental de la UNSA in Arequipa und das Estadio Garcilaso de la Vega in Cusco. Das Stadion in Chiclayo war bei dem Turnier eines der kleinsten Stadien, es bot Platz für 23.000 Zuschauer. Vor der Südamerikameisterschaft war die Spielstätte von Juan Aurich renoviert worden, die Kapazität wurde von ursprünglich 20.000 Zuschauerplätzen auf 23.000 Plätze angehoben. Bei einer weiteren Renovierung im Jahr darauf vergrößerte man die Kapazität erneut, sodass das Stadion nun für 24.500 Zuschauer zugänglich ist. Bei der Copa América 2004 fanden fünf Spiele im Estadio Elías Aguirre in Chiclayo statt, unter anderem das Viertelfinalspiel zwischen Peru und Argentinien, welches von Argentinien mit 1:0 durch ein Tor von Carlos Tévez gewonnen wurde. 2005 fand in Peru die U-17-Fußball-Weltmeisterschaft statt. Erneut war das Stadion einer der Austragungsorte. Bei dem Turnier wurden sechs Spiele in Chiclayo ausgetragen, unter anderem ein Halbfinalspiel, das Mexikos Junioren mit 4:0 gegen die der Niederlande gewannen. Wenig später gewann Mexiko auch das Endspiel im Estadio Nacional in Lima mit 3:0 gegen Brasilien. Für 2023 wurde das Stadion für die U-17-Fußball-Weltmeisterschaft ausgewählt.